# Maria Graciete Besse
 (mai 2019).
Maria Graciete  Besse, née le 8 juin 1951 à Monte de Caparica, Almada, Portugal, est une professeur universitaire d'origine portugaise, naturalisée française, écrivant de la poésie, de la fiction et de l'essai.

## Biographie
Maria Graciete Besse, née en 1951 à Caparica au Portugal, réside en France depuis 1974. Elle a la double nationalité, portugaise et française.
Titulaire d'une licence en philologie romane, obtenue en 1974 à la Faculté des lettres de l'université de Lisbonne, elle a poursuivi ses études en France, à l'université Toulouse II-Le Mirail. Elle a présenté en 1985, à l'université de Poitiers, une thèse de  doctorat  de littérature portugaise consacré à La problématique de l’espace dans l’œuvre d’Alves Redol, sous la direction de R. A. Lawton. Titulaire du Capes et de l'agrégation de portugais, elle a enseigné d’abord à Volvic, dans l'enseignement secondaire.
 
À partir de 1981, elle enseigne en qualité de maîtresse de conférences à l'université de Pau et des Pays de l'Adour, où elle est nommée professeur en 1990. Son enseignement universitaire s'est poursuivi à l'université Michel de Montaigne Bordeaux 3, entre 1997 et 2004. Elle a organisé dans cette université la cérémonie de remise de doctorat honoris causa à José Saramago, en 1999.
Depuis 2004, elle occupe la chaire de portugais à l'université Paris-Sorbonne, où elle a fondé l'Axe d'études lusophones au sein du Centre de recherches interdisciplinaires sur les mondes ibériques contemporains (CRIMIC) (http://www.crimic.paris-sorbonne.fr/-rubrique2-.html). Elle a dirigé la section de portugais et a été membre du Conseil de l'UFR entre 2004 et 2013.
Elle a orienté de nombreux travaux de master et dirigé une vingtaine de thèses de doctorat, et a aussi organisé plusieurs colloques internationaux qui ont donné lieu à des publications.
Elle est membre de plusieurs comités de lecture de revues internationales.

## Œuvre
Elle est l'auteur de nombreux articles, essais et ouvrages dans le domaine de la critique littéraire et elle a publié aussi des ouvrages de poésie et de fiction, parus au Portugal. Elle figure dans plusieurs anthologies de poésie portugaise.   
Une grande partie de son travail d’analyse littéraire est consacré au néoréalisme, à la poésie et fiction portugaises contemporaines, à la fiction brésilienne et à la problématique du féminin.   
Elle a publié dans des journaux et revues portugaises notamment O Diário, Diário de Notícias, Colóquio-Letras, Vértice, Intercâmbio, Mealibra, et dans les revues françaises Quadrant, Taíra, et Latitudes.   
Elle dirige actuellement plusieurs mémoires de master et une quinzaine de thèses de doctorat. Elle organise régulièrement des séminaires et des colloques internationaux dans le domaine des littératures lusophones.

## Publications

### Fiction
- O Duplo fulgor do tempo, Évora: Licorne, 2019.
- A Melancolia dos Domingos (nouvelle), in Contoário Cem, vol. coletivo, Lisbonne: Escritor, 1996.
- Entre o País e o Longe (roman), em co-autoria com Diogo Conde, ilust. Armanda Andrade, Lisbonne: Escritor, 1995.
- A Busca (nouvelle), in Contoário, vol. coletivo, ilustr. de Armanda Andrade, Lisbonne, Escritor, 1995.
- Nas Margens do Exílio (récit), Mem Martins: Publicações Europa-América, 1993.
- Rituais da Transparência (récit), in Imaginários Portugueses, vol. collectif, Coimbra: Fora do Texto, 1992.
- Incandescências (récit), Mem Martins: Europa-América, 1991.
- Labirintos do Corpo, (fiction) Lisbonne: Ulmeiro, 1986.
- Mulher Sentada no Silêncio (récit), Lisbonne: Ulmeiro, 1985.

### Poésie
- Caminhos Incas,  Évora: Ed.Licorne, 2020.
- Na inclinação da luz, Évora: Ed.Licorne, 2018.
- Pequeno bestiário académico, Évora: Ed.Licorne, 2014; 2e édition, janvier 2018  (distribué par Amazon).
- A ilha ausente, Évora: Casa do Sul, 2007.
- [vários poemas], in Da Outra Margem. Antologia de poesia de autores portugueses, Lisbonne: Instituto Camões, 2001.
- Mediterrâneo: um Nome de Silêncios, Lisbonne, Ulmeiro: 2000.
- [vários poemas], in Literatura Actual de Almada (Anthologie collective de textes sur la ville de Almada), Almada: Município de Almada, 1998.
- Olhar Fractal, Lisbonne: Ulmeiro 1997.
- O rosto verde do silêncio, vol.collectif, Fânzeres: Junta de Freguesia de Fânzeres, 1997.
- Errâncias, ilustr. de Armanda Andrade, Lisbonne: Escritor, 1992 (Prix National de Poésie 'Sebastião da Gama' 1992).
- Espelhos, Ausências, Lisbonne: Caminho, 1990.
- Figuras da Ausência, in Amor, Luxúria e Morte, vol. collectif, Porto: Mirto, 1987.
- Transparências, com desenho de Maria Henriques, Lisbonne: & Etc., 1985.
- Errância, in Palavras, vol. colectif, Porto: Mirto, 1984.
- Rosto Sitiado, Coimbra: Fenda, 1983.

### Critique littéraire
- Chroniques du çà et là, n°9 – dossier sur la littérature portugaise, Paris, 2016, p.45-97.
- Organisation d’un numéro spécial de la Revue des Langues Néo-Latines: Regards sur le Portugal Contemporain, n°369, juin 2014
- Organisation d’un numéro spécial de la Revue des Langues Néo-Latines : La littérature brésilienne contemporaine : espaces, transferts et médiations culturelles, n° 365, juin  2013
- Organisation du n° 4 de la revue Censive (Nantes) consacré à la littérature portugaise contemporaine, 2009.
- José Manuel Mendes, Rosto Descontínuo: 1963-1986, org. par M. G. Besse, Lisbonne: Presença, 1992
- Vergílio Ferreira, Manhã Submersa, Mem Martins: Europa América, 1992.
- Camões, Sonetos, Mem Martins: Europa América, 1992.
- Manuel da Fonseca, O Fogo e as Cinzas, Mem Martins: Europa América, 1990.
- Sofia de Mello Breyner, Contos Exemplares, Mem Martins: Europa América, 1990.
- Alves Redol, Barranco de Cegos, pref. et notes par M. G. Besse, Lisbonne: Circulo de Leitores, 1987.

### Essai
- Partager les lucioles. Réflexions autour de la littérature portugaise, Paris: Petra, 2024.
- João de Melo. Entre a memória e a perda, Lajes do Pico, Companhia das Ilhas, 2019.
- Exiliance au féminin dans le monde lusophone (XXe – XXIe siècles), volume d’actes du colloque organisé à Paris et à Porto en 2016, en collaboration avec Maria Araujo da Silva, Ana Paula Coutinho et Fatima Outeirinho, Paris: Editions Hispaniques, 2017
- Corpos cantantes. Estudos sobre a literatura portuguesa contemporânea, Lisboa: Chiado Editora, 2016
- Les femmes oubliées dans les arts et les lettres au Portugal (XIXe-XXe s.) (org.), volume d’actes du colloque organisé en collaboration avec Maria Araujo da Silva, Paris, Indigo, 2016
- Goa d'un genre à l'autre (org. en collaboration avec Ernestine Carreira), Aix: Presses Universitaires de Provence, 2015
- José Saramago et l'Alentejo: entre réel et fiction, Paris: ed. Petra, 2015.
- Lidia Jorge et le sol du monde. Une écriture de l'éthique au féminin, Paris: L'Harmattan, 2015
- Clarice Lispector : une pensée en écriture pour notre temps (en collaboration avec Nadia Setti), Paris: L’Harmattan, 2014.
- Eduardo Lourenço et la passion de l’humain (org.), Paris: Ed. Lusophone, 2013.
- Maria Judite de Carvalho, une écriture en liberté surveillée (en collaboration avec José Manuel Esteves et Adelaide Cristóvão), Paris: L’Harmattan, 2012.
- Futurisme et Avant-Gardes au Portugal et au Brésil (en collaboration avec José Manuel Esteves et alii), Paris: Ed. Lusophones, 2011.
- Les grands récits : miroirs brisés ?, (en collaboration avec Michel Ralle), Paris: Indigo côté Femmes,  2010.
- Cultures lusophones et hispanophones :  Penser la Relation ( Actes du XXIVe Congrès de la Société des Hispanistes Français), Paris: Indigo côté Femmes,  2009.
- José Saramago e o Alentejo: Entre o Real e a Ficção, Évora : Casa do Sul, 2008.
- Littérature Portugaise, Aix-en-Provence : Édisud, 2006.
- Femmes et écriture dans la Péninsule Ibérique, (en collaboration avec Nadia Mekhouar), 2 vol., Paris : L’Harmattan, 2004
- Percursos no Feminino, Lisbonne : Ulmeiro, 2001.
- Os Limites da Alteridade na Ficção de Olga Gonçalves, Porto : Campo das Letras, 2000.
- Discursos de Amor e Morte, A Ficção de Urbano Tavares Rodrigues, Porto : Campo das Letras, 2000
- Alves Redol, o Espaço e o Discurso, Lisbonne : Ulmeiro, 1997.

### Articles en ligne
- Cartographie de la recherche universitaire française sur le Portugal et l’Afrique lusophone
- Le texte fulgurant de Maria Gabriela Llansol
- Viagem a Portugal, de José Saramago
- As Novas Cartas Portuguesas
- Agua Viva, de Clarice Lispector, une écriture rhizomatique
- "Entre a chuva e o silêncio"

## Sources
- LACERDA, Daniel - 'Incandescências. Maria Graciete Besse - A busca de absoluto através de uma escrita de fascínio', in Bibli-Portugal, Jan. 92.
- LACERDA, Daniel - 'Maria Graciete Besse: Percursos no Feminino', in Latitudes 14, Maio de 2002, 85.
- ROIG, Adrien - 'Maria Graciete Besse, Nas Margens do Exílio: uma forma nova de lirismo', in Letras & Letras 93, 16.06.93, 7-8.
- Maria Graciete Besse
- Séminaire d'Etudes Lusophones, Composante dirigée par Maria Graciete Besse
- UFR d’Études ibériques et latino-américaines, Institut d’études hispaniques, Université Paris-Sorbonne (Paris IV)